# Iván Zarandona
Iván Zarandona Esono, né le 30 août 1980 à Valladolid, est un footballeur international équatoguinéen. Il est le frère cadet de Benjamín Zarandona.